# Oleria tigilla
Oleria tigilla är en fjärilsart som beskrevs av Gustav Weymer 1899. Oleria tigilla ingår i släktet Oleria och familjen praktfjärilar. Inga underarter finns listade i Catalogue of Life.